# ダミアン・オリヴァー
ダミアン・オリヴァー（Damien Oliver、1972年6月22日 - ）は、オーストラリアの元騎手である。香港における名前の中文表記は、岳禮華。

## 経歴
1972年、オーストラリア、西オーストラリア州パースにて生まれる。家族は競馬界に従事する競馬一家の生まれであった。1988年3月に西オーストラリア州バンバリーの競馬場でミスターガドバドに騎乗して初勝利を挙げた。
1989年にはグラウチョで豪G2・AJCウォリックステークス（en:Warwick Stakes）を優勝しグループ競走初勝利、サブマリナーでVATC VICヘルスカップを優勝しグループ1競走初勝利を挙げた。その後はオーストラリアを代表する騎手として数多くの大レースを優勝している。メルボルンカップは1995年のドリーマス、2002年のメディアパズルで2勝。2006年には後述する日本調教馬のポップロックで2着に入った。
2012年11月、2010年に馬券購入と騎手ルームで携帯電話を使用したとして10か月の騎乗停止処分を受けた。
2023年8月に同年12月をもって騎手を引退すると発表。12月16日にアスコット競馬場で行われたG3A.J.スケイヒルステークス（ダミアン・オリヴァー・ゴールドラッシュ）でMunhamekに騎乗し、勝利を収めて有終の美を飾った。

### 来日歴
1993年、ヤングジョッキーズワールドチャンピオンシップに出場するために初来日。11月27日東京競馬場第10競走で単勝1番人気のダイナミックバードに騎乗し2着となりJRA（中央競馬）初騎乗、同年の第13回ジャパンカップで5番人気だったナチュラリズムに騎乗しJRAのGI級競走初騎乗（9着）。1994年、ワールドスーパージョッキーズシリーズに初参戦。2000年、6年振りにワールドスーパージョッキーズシリーズ参戦の為に来日し、園田競馬場でのインターナショナルジョッキーカップにも出場した。2001年には第46回京王杯スプリングカップ、第51回安田記念に出走したテスタロッサと共に来日するも目立った成績は残せなかった。2002年、3度目のワールドスーパージョッキーズシリーズに参戦した。2003年4月27日から5月26日に初めてJRAの短期免許を取得した。身元引受人は勢司和浩調教師と吉田勝己。5月4日には単勝4番人気だったアポロバラードで勝利しJRA初騎乗から約10年でJRA初勝利をあげた。5月27日から6月26日までにも引き続き短期免許を取得した。同年のワールドスーパージョッキーズシリーズに4度目の参戦を果たし、42ポイントで2位となり、香港で行われたインターナショナルジョッキーズチャンピオンシップでは優勝。2004年5月1日から5月31日まで再びJRAの短期免許を取得。身元引受人は藤沢和雄調教師と駒井孝男。第129回天皇賞（春）では単勝4番人気だったゼンノロブロイに騎乗し2着、第118回目黒記念では単勝16番人気のトレジャーで2着といった活躍をみせ、6月5日から7月4日まで短期免許を更新し引き続き騎乗した。2005年3月24日、レース中に落馬し脊椎骨2本が砕ける重傷を負った。2006年、日本のポップロックに騎乗しコーフィールドカップは7着だったものの、メルボルンカップでは2着となり、デルタブルースとの日本調教馬ワンツーフィニッシュの片棒を担いだ。

## 主な騎乗馬
- Mannerism/マンネリズム（1992年コーフィールドカップ）
- Paris Lane/パリスレーン（1994年コーフィールドカップ）
- Doriemus/ドリーマス（1995年コーフィールドカップ、メルボルンカップ）
- Dane Ripper/デインリッパー（1997年コックスプレート）
- Sky Heights/スカイハイツ（1999年コーフィールドカップ）
- Testa Rossa/テスタロッサ（2000年ライトニングステークス、フューチュリティステークス）
- Falvelon/ファルヴェロン（2000年～2001年香港スプリント）
- Mr. Murphy/ミスターマーフィー（2001年フューチュリティステークス）
- Northerly/ノーザリー（2001年コックスプレート）
- Media Puzzle/メディアパズル（2002年メルボルンカップ）
- ゼンノロブロイ（2004年天皇賞（春）2着）
- ポップロック（2006年メルボルンカップ2着）